# Возвращение домой (фильм, 1941)
«Возвращение домой» (нем. Heimkehr) — пропагандистский антипольский фильм нацистской Германии, поставленный в 1941 году режиссёром Густавом Учицки. Фильм в карикатурной форме изображает преследование и истребление этнических немцев на польских землях накануне Второй мировой войны; избежать смерти и вернуться домой возможно только благодаря немецкому вторжению в Польшу.
Фильм получил титул «Фильм нации» в нацистской Германии, который предоставлялся лентам, которые внесли выдающийся вклад в национальное дело.

## Сюжет
Действие фильма происходило в Польше в 1939 году. Интертитр в самом начале фильма сообщает:
«Этот фильм повествует о горстке немцев, чьи предки эмигрировали на восток много десятилетий назад, поскольку на родине им не нашлось места. В 1939 году они вернулись на родную землю, домой, в новый, сильный рейх. На их долю выпали те же испытания, которые перенесли сотни тысяч других соотечественников, что разделили ту же судьбу.»
Действие первого эпизода происходит в Луцке на Волыни 27 марта 1939 года. Растущее напряжение между Польшей и нацистской Германией провоцирует польских шовинистов, антинемецки настроенных «нелюдей», на бесчеловечные поступки. Они уничтожают немецкую школу. Маленький немецкий мальчик заливается слезами, видя, как бессердечные поляки сваливают на улице в кучу школьную мебель и поджигают её. На охваченной пламенем классной доске написаны рукой старательного учителя немецкого слова «Великая Германия» и несколько статистических выкладок о народонаселении.
Немка Мария (Паула Вессели) — неофициальный лидер местной немецкой общины, которую щадит местная польская власть. Они не отдают приказа на повторное открытие немецкой школы… В маленьком городском кинотеатре, зрители-поляки буквально звереют, когда слышат, как немцы говорят на своем родном языке. Когда три немца не поют вместе со всем залом польский национальный гимн, звучащий с экрана, толпа поляков приходит в неистовство и избивает их. На место происшествия прибывает полицейский, но только для того, чтобы выбросить несчастных немцев из кинотеатра, а его владелец не позволяет зверски избитому жениху Марии (Карл Раддац) лежать на тротуаре перед своим кинотеатром до прибытия машины скорой медицинской помощи. Затем бюрократ-поляк не принимает несчастного в больницу. Шокированная произошедшим Мария указывает на распятие, после чего произносит: «Побойтесь Бога!». Тем временем её жених, тоже врач по профессии, умирает под стенами больницы.
Становится понятным, что справедливости этническим немцам в Польше не найти, и Мария отчаивается. На каждой улице можно увидеть польских военных — «свидетельство» враждебных намерений Польши. Польская власть продолжает уверять, что немецкое меньшинство имеет всю полноту прав, но на самом деле это не так: поляки бросают восторженные взгляды на развешанные на городской площади плакаты, которые демонстрируют, как польская армия угрожает Берлину; немецкая школа по-прежнему закрыта. Первого августа немцы теряют свою собственность, не получив никакой компенсации. Пожилого немца, выдающегося активиста общины, ослепляют, но представитель польской власти сообщает Марии, что достойный сожаления случай не имеет ничего общего с политикой или этническим происхождением жертв. Немецкая община оказывается перед угрозой уничтожения. Во время погрома, поляки грабят и поджигают немецкий фольварк. Они бегают вокруг, как обезумевшие животные, а один ужасный «нелюдь» срывает с груди испуганной немецкой женщины цепочку со свастикой, рыча при этом от восторга.

Когда начинается война, польские воины окружают Марию и её соотечественников и бросают их в тюрьмы: немцев собираются расстрелять, всех, до последнего мужчины, женщины или ребёнка. Мария продолжает оставаться маяком надежды, достойным подражания, образцом несгибаемого германского духа. Охваченная ужасом, она мечтает о Родине, о том дне, когда ей больше не придется слышать польский язык или идиш, а лишь родной — немецкий. Где-то вдали слышатся звуки немецкого гимна, а целый хор голосов начинает подпевать песне о Родине. А затем происходит чудо: раздается лязганье гусениц немецких танков, налет самолётов люфтваффе рассеивает польский гарнизон, который намеревался расправиться с мирными немцами. «Немцы идут!» — вскрикивает Мария.
Этнические немцы возвращались в Рейх, пересекая старую немецко-польскую границу, где их приветствует плакат с изображением широко улыбающегося фюрера, тем самым благословляя их появление на Родине.

## В ролях
| Паула Вессели   | ···· | Мария Томас        |
| Петер Петерсон  | ···· | доктор Томас       |
| Аттила Хёрбигер | ···· | Людвиг Лаунгардт   |
| Рут Хелльберг   | ···· | Марта Лаунгардт    |
| Карл Раддац     | ···· | доктор Фриц Мутиус |
| Отто Вернике    | ···· | старый Манц        |
| Эльза Вагнер    | ···· | фрау Шмид          |
| Эдуард Кок      | ···· | господин Шмид      |
| Франц Пфаудлер  | ···· | Бальтазар Манц     |
| Герхильда Вебер | ···· | Йозефа Манц        |
| Вернер Футтерер | ···· | Оскар Фримль       |
| Герман Эрхардт  | ···· | Карл Михалек       |

| Берта Древс         | ···· | Эльфрида                      |
| Ойген Прейсс        | ···· | торговец Саломонсон           |
| Богуслав Самборский | ···· | бургомистр                    |
| Тадеуш Зельский     | ···· | министр Бек                   |
| Анна Ходаковская    | ···· |                               |
| Стефан Гольчевский  | ···· | польский зритель в кинотеатре |
| Юзеф Хорват         | ···· | секретарь бургомистра         |
| Юзеф Кондрат        | ···· |                               |
| Юлиуш Лущевский     | ···· | польский зритель в кинотеатре |
| Михал Плючинский    | ···· | полицейский                   |
| Ванда Щепаньская    | ···· | билетерша в кинотеатре        |

## Производство

### Съемочная группа

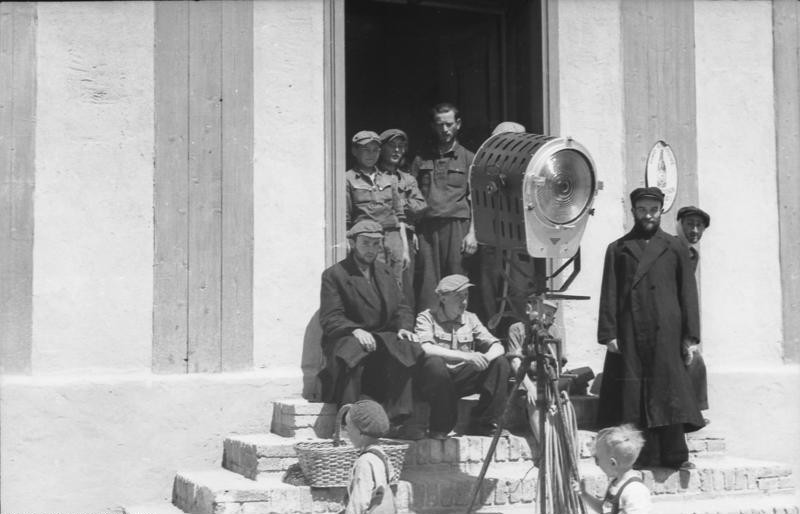
Съёмочная группа фильма

- Авторы сценария — Герхард Менцель и Карл Ханс Штробль
- Режиссёр-постановщик — Густав Учицки
- Продюсер — Карл Гартль
- Исполнительный продюсер — Эрих фон Нойссер
- Композитор — Вилли Шмидт-Гентнер
- Оператор — Гюнтер Андерс
- Монтажёр — Рудольф Шаад
- Подбор актёров — Иго Сым
- Художники-постановщики — Герман Асмус, Вальтер Рориг
- Художники по костюмам — Альберт Бей, Максим Фрай

Работу над фильмом курировал рейхсфюрер Генрих Гиммлер, который в январе 1940 года лично утвердил предварительные проекты художественного оформления, созданного художником и графиком Отто Энгельгардт-Кифгойзером. Съёмки начались 2 января 1941 года на киностудиях венской кинокомпании Wien-Film в Розенхюгеле, Зиверинге и Шёнбрунне. Съемочный период длился с февраля по июнь 1941 года, среди прочего в Хожеле и Ортельсбурге. В массовых сценах роли польских солдат и полицейских исполняли рядовые СС и гестапо.
Мировая премьера фильма состоялась 31 августа 1941 года на Венецианском кинофестивале, где он был отмечен Кубком итальянского министерства культуры. Немецкая премьера состоялась 10 октября 1941 года в Вене, 23 октября фильм демонстрировался в УФА-Паласте в Берлине.

### Участие в фильме поляков
К участию в фильме, кроме немецких и австрийских актёров, были привлечены также поляки. Отбор польских актёров был поручен польскому актёру-коллаборанту Иго Сыму. Для переговоров с потенциальными исполнителями ролей в Варшаву из Вены прибыл режиссёр фильма Густав Учицки. Сниматься в фильме отказались такие актёры, как Адольф Дымша, Казимеж Юноша-Стемповский (которые играли в Театре Комедии, управляемом Иго Сымом), Роман Дерень, Францишек Доминяк и Ежи Пихельский (который снимался вместе с Сымом в фильме «Шпион в маске»). Богуслав Самборский согласился на роль бургомистра, вероятно, из-за опасений за судьбу своей жены-еврейки, которую обещал защитить Иго Сым.
Выход фильма вызвал негодование польского общества и его подпольных структур. 19 февраля 1943 года одна из подпольных организаций, Руководство гражданской борьбы (пол. Kierownictwo Walki Cywilnej, KWC) выпустило следующее уведомление:
Позору общественности подвергаются бывшие актёры Театра Польского в Варшаве:
1. Богуслав Самборский
2. Юзеф Кондрат (дядя Марека Кондрата)
3. Михал Плючинский
4. Анна Ходаковская

— все, за участие в немецком художественном фильме «Heimkehr», который содержит антипольскую пропаганду в виде клеветы на польский народ и государство.
Выговор получают бывшие актёры Театра Польского в Варшаве:
1. Ежи Пихельский
2. Францишек Доминяк
3. Юзеф Восковский
4. Станислав Гролицкий

— все, за сотрудничество в создании фильма. Смягчающим обстоятельством является их отказ от участия в фильме

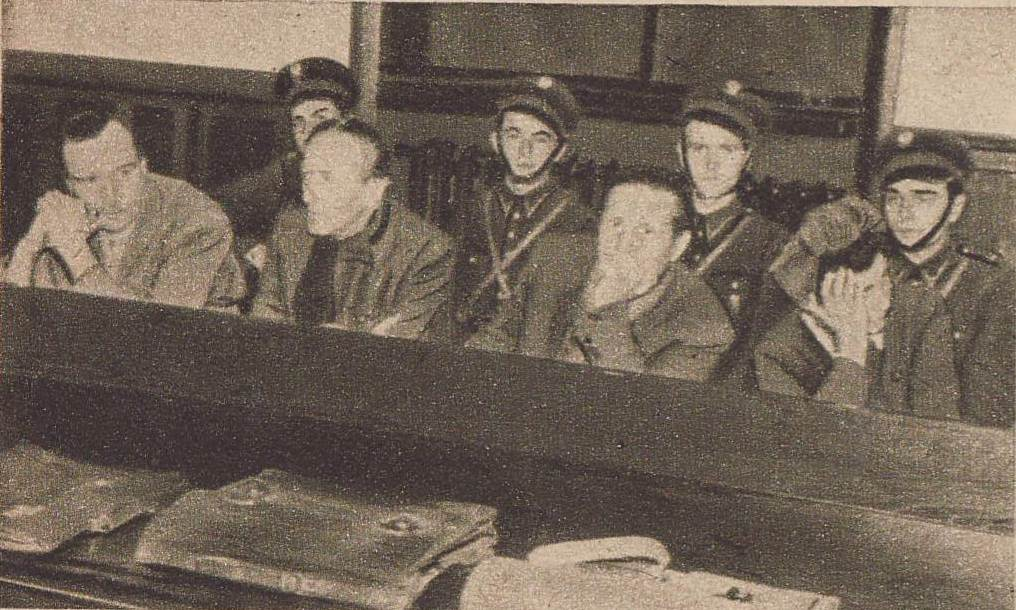
Процесс над актёрами, снявшимися в фильме «Возвращение домой» (справа налево): Ванда Щепаньская, Стефан Гольчевский, Юлиуш Лущевский и Михал Плючинский

31 августа 1944 года указом Польского комитета национального освобождения за участие в фильме были выдвинуты обвинения против пяти актёров. 18 ноября 1948 года четверо из них предстали перед Окружным судом в Варшаве (в скобках указаны их роли):
- Ванда Щепаньская (билетерша в кинотеатре)
- Стефан Гольчевский (хулиган, добивающий раненого немца)
- Юлиуш Лущевский (польский хуторянин, убивающий немецких колонистов)
- Михал Плючинский (полицейский)[5]

Богуслава Самборского судили заочно, а Тадеуш Жельский умер ещё в 1944 году. В качестве экспертов на процессе выступали кинокритик Ежи Тёплиц и актёр Добеслав Даменцкий. Обвиняемые защищались всеми силами, пытаясь доказать, что их роли малозначимы, а сами они не совсем разобрались в фабуле фильма, но это мало повлияло на решение суда. Михал Плючинский получил 5 лет, Гольчевский и Лущевский — по 3 года каждый. Ванда Щепаньская, которая кроме всего прочего, ещё и организовала выезд польских актёров на студию в Вене, получила 12 лет тюрьмы.
После отбытия срока заключения все трое мужчин-актёров вернулись к активной творческой деятельности. Что касается Ванды Щепаньской (польск.), то она, по некоторым данным, уже с 1949 года выступала в труппе одного из варшавских театров, а в 1955 году была награждена медалью «10-летие Народной Польши».

## Признание
| Награды и номинации фильма "Возвращение домой " | Награды и номинации фильма "Возвращение домой " | Награды и номинации фильма "Возвращение домой "      | Награды и номинации фильма "Возвращение домой " | Награды и номинации фильма "Возвращение домой " | Награды и номинации фильма "Возвращение домой " |
| Год                                             | Кинофестиваль/кинопремия                        | Категория/награда                                    | Номинант                                        | Результат                                       |                                                 |
| ----------------------------------------------- | ----------------------------------------------- | ---------------------------------------------------- | ----------------------------------------------- | ----------------------------------------------- | ----------------------------------------------- |
| 1941                                            | Венецианский кинофестиваль                      | Кубок Муссолини за лучший фильм на иностранном языке | Возвращение домой                               | Номинация                                       |                                                 |
| 1941                                            | Венецианский кинофестиваль                      | Кубок Министерства популярной культуры               | Wien-Film                                       | Победа                                          |                                                 |